# Samsø (dokumentarfilm fra 1975)
|  | Denne artikel er oprettet af botten Steenthbot ud fra en ekstern database. Den kan derfor have sproglige fejl eller mangler. Denne skabelon kan fjernes efter kontrol af indholdet. |

 For alternative betydninger, se Samsø (flertydig). (Se også artikler, som begynder med Samsø)
Samsø er en dansk dokumentarfilm fra 1975 instrueret af Leif Ahlmann Olesen.

## Handling
Samsø er et paradis for de danske fugle og mange andre dyr. Filmen er en kyndig guide for jægere, men også for andre naturelskere.